# Biển Davis
Biển Davis là một khu vực biển dọc theo bờ biển Đông Nam Cực nằm giữa thềm băng West ở phía tây và thềm băng Shackleton ở phía đông , hay nằm giữa 82° và 96°E. Ở phía đông của biển Davis là biển Mawson, phía tây là biển Cooperation.
Theo bách khoa toàn thư Sô viết, biển Davis kéo dài từ 87°E to 98°E và sâu 1300m. Đây là khu vực dài khoảng 21,000 km.
Biển Davis liền kề thềm lục địa Princess Elizabeth (chỉ có bờ biển Leopold và Astrid), thềm lục địa Kaiser Wilhelm II và thềm lục địa Mary Queen, tất cả vùng này thuộc Nam Cực Úc. (Australian Antarctic Territory) Cách bờ biển thềm lục địa Queen Mary khoảng 55 km là đảo Drygalski. Trạm Minry của Nga được xây trên bờ biển thềm lục địa Queen Mary năm 1956. Sông băng Roscoe chảy vào phía đông biển Davis. Các vùng kín ở ngoài bờ là Chuỗi Đá Bigelow và các đảo Gillie.
Biển Davis được khám phá bởi nhà thám hiểm người Úc (1911-1914) bằng tàu Aurora. Biển Davis được đặt tên bởi Douglas Mawson cho thuyền trưởng của tàu Aurora là J.K Davis và là người chỉ huy thứ hai của tàu.